# Schweizer Badmintonmeisterschaft 2013
Die Schweizer Badmintonmeisterschaft 2013 fand vom 31. Januar bis zum 3. Februar 2013 im Pavillon des Sportes in La Chaux-de-Fonds statt.

## Medaillengewinner
| Disziplin    | Gold                               | Silber                      | Bronze                           |
| ------------ | ---------------------------------- | --------------------------- | -------------------------------- |
| Herreneinzel | Anthony Dumartheray                | Olivier Andrey              | Oliver Schaller                  |
| Herreneinzel | Anthony Dumartheray                | Olivier Andrey              | Oliver Colin                     |
| Dameneinzel  | Sabrina Jaquet                     | Nicole Schaller             | Simone von Rotz                  |
| Dameneinzel  | Sabrina Jaquet                     | Nicole Schaller             | Cendrine Hantz                   |
| Herrendoppel | Florian Schmid Gilles Tripet       | Michael Andrey Marco Fux    | Thomas Heiniger Roger Schmid     |
| Herrendoppel | Florian Schmid Gilles Tripet       | Michael Andrey Marco Fux    | Nicolas Blondel Lukas Nussbaumer |
| Damendoppel  | Ornella Dumartheray Sabrina Jaquet | Sanya Herzig Tenzin Pelling | Sabrina Inauen Simone Spescha    |
| Damendoppel  | Ornella Dumartheray Sabrina Jaquet | Sanya Herzig Tenzin Pelling | Susanne Keller Yvonne Keller     |
| Mixed        | Anthony Dumartheray Sabrina Jaquet | Roger Schmid Ayla Huser     | Florian Schmid Tiffany Zaugg     |
| Mixed        | Anthony Dumartheray Sabrina Jaquet | Roger Schmid Ayla Huser     | Oliver Colin Corinne Jörg        |